# جون إيستون
جون إيستون (بالإنجليزية: John Easton)‏ هو محامي أمريكي، ولد في 19 ديسمبر 1624 في رومزي ‏ في المملكة المتحدة، وتوفي في 12 ديسمبر 1705 في نيوبورت في الولايات المتحدة.